# Money in the Bank (2017)
Money in the Bank (2017) — восьмое по счёту шоу Money in the Bank, PPV-шоу производства американского рестлинг-промоушна WWE. Шоу прошло 18 июня 2017 года на арене «Скоттрейд-центр» в городе Сент-Луис, Миссури, США.
На шоу было проведено семь матчей, в том числе один на предварительном шоу. В главном событии Барон Корбин победил в мужском матче Money in the Bank, получив контракт на матч за звание чемпиона WWE.

## Результаты
| №                                                          | Матч | Условия                                                                          | Время |
| ---------------------------------------------------------- | --- | -------------------------------------------------------------------------------- | ----- |
| 1P                                                         | «Хайп Брос» (Моджо Роули и Зак Райдер) победили «Колонов» (Эпико Колон и Примо Колон)                               | Командный матч                                                                   | 8:30  |
| 2                                                          | Кармелла (с Джеймсом Эллсвортом) победила Бекки Линч, Шарлотт Флэр, Наталью и Тамину                                | Матче Money in the Bank за контракт на титул чемпиона WWE SmackDown среди женщин | 13:20 |
| 3                                                          | «Новый день» (Биг И и Кофи Кингстон) (с Ксавье Вудсом) победил «Братьев Усо» (Джей Усо и Джимми Усо) (c) по отсчёту | Командный матч за командное чемпионство WWE SmackDown                            | 12:00 |
| 4                                                          | Наоми (с) победила Лану                                                                                             | Одиночный матч за титул чемпиона WWE SmackDown среди женщин                      | 7:30  |
| 5                                                          | Джиндер Махал (с) (с братьями Сайн) победил Рэнди Ортона                                                            | Одиночный матч за титул чемпиона WWE                                             | 20:50 |
| 6                                                          | «Бризданго» (Фанданго и Тайлер Бриз) победили «Вознесение» (Коннор и Виктор)                                        | Командный матч                                                                   | 3:50  |
| 7                                                          | Барон Корбин победил Эй Джей Стайлза, Дольфа Зигглера, Кевина Оуэнса, Сами Зейна и Синсукэ Накамуру                 | Матче Money in the Bank за контракт на титул чемпиона WWE                        | 29:45 |
| P — означает матч на пре-шоу (c) — чемпион на начало матча | |                                                                                  |       |